# Molophilus thuckara
Molophilus thuckara är en tvåvingeart som beskrevs av Günther Theischinger 1994. Molophilus thuckara ingår i släktet Molophilus och familjen småharkrankar. Inga underarter finns listade i Catalogue of Life.